# Harri
Harri ist ein finnischer und walisischer männlicher Vorname als eine finnische bzw. walisische Form des Vornamens Heinrich. Der Vorname kommt u. a. auch in Estland vor. Namenstag in Finnland ist der 6. Januar. Zur Herkunft und Bedeutung des Namens siehe hier.

## Namensträger

### Vorname
- Harri Asi (1922–2009), estnischer Schriftsteller und Lyriker
- Harri Bading (1901–1981), deutscher Politiker (SPD)
- Harri Czepuck (1927–2015), deutscher Journalist
- Harri Eloranta (* 1963), finnischer Biathlet
- Harri Engelmann (* 1947), deutscher Schriftsteller
- Harri Holkeri (1937–2011), finnischer Politiker
- Harri Pritchard Jones (1933–2015), walisischer Schriftsteller und Psychiater
- Harri Kirvesniemi (* 1958), finnischer Skilangläufer
- Harri Koskela (* 1965), finnischer Ringer
- Harri Nykänen (1953–2023), finnischer Schriftsteller
- Harri Olli (* 1985), finnischer Skispringer
- Harri Otsa (1926–2001), estnischer Komponist
- Harri Pesonen (* 1988), finnischer Eishockeyspieler
- Harri Reiche (* 1953), deutscher Kommunalpolitiker
- Harri Sjöström (* 1952), finnischer Sopransaxophonist und Bandleader
- Harri Stojka (* 1957), österreichischer Sänger und Musiker
- Harri Ylönen (* 1971), finnischer Fußballspieler

### Familienname
- Guto Harri (* 1966), Korrespondent der BBC in New York